# Buisson (cráter)

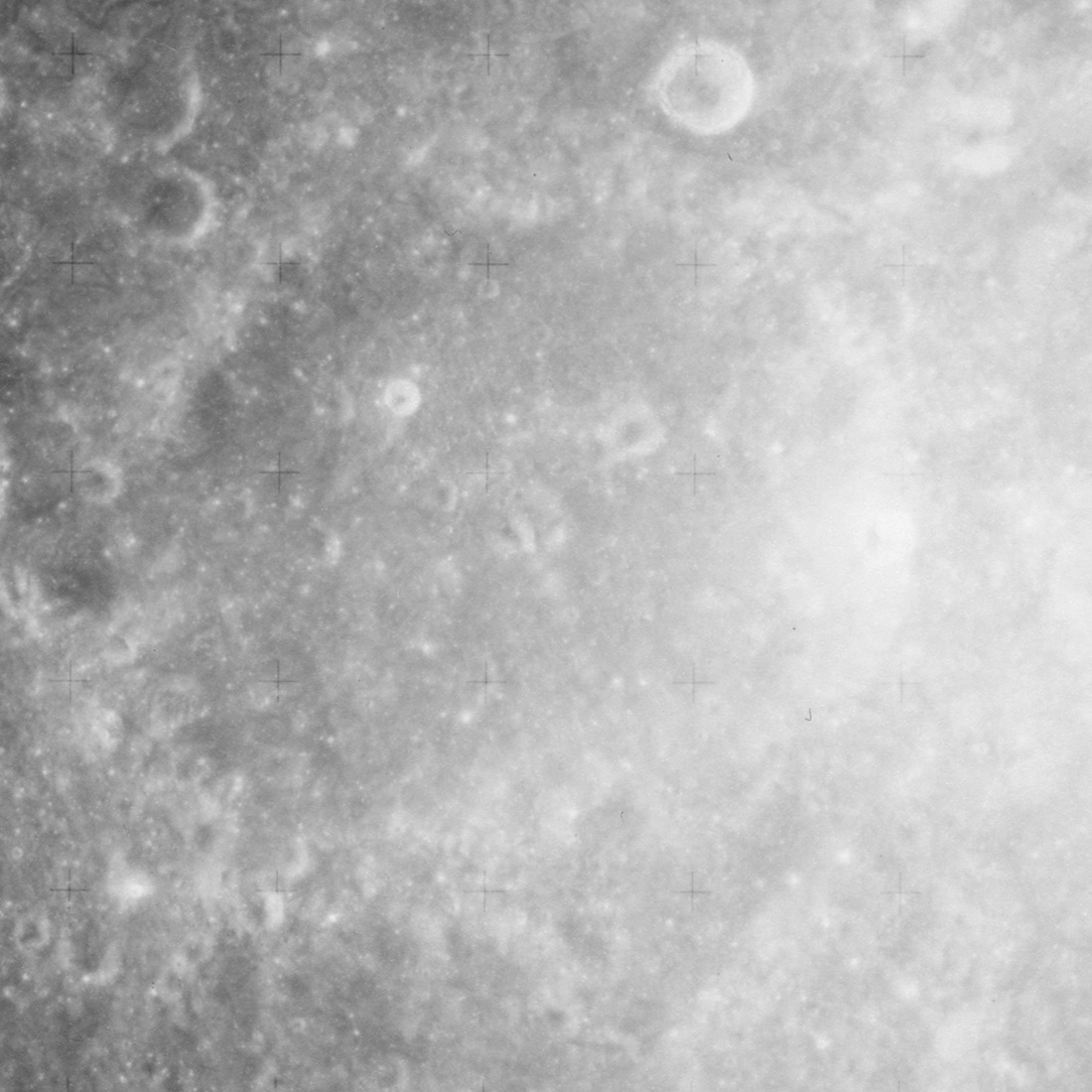
Imagen de la cámara cartográfica del Apolo 17

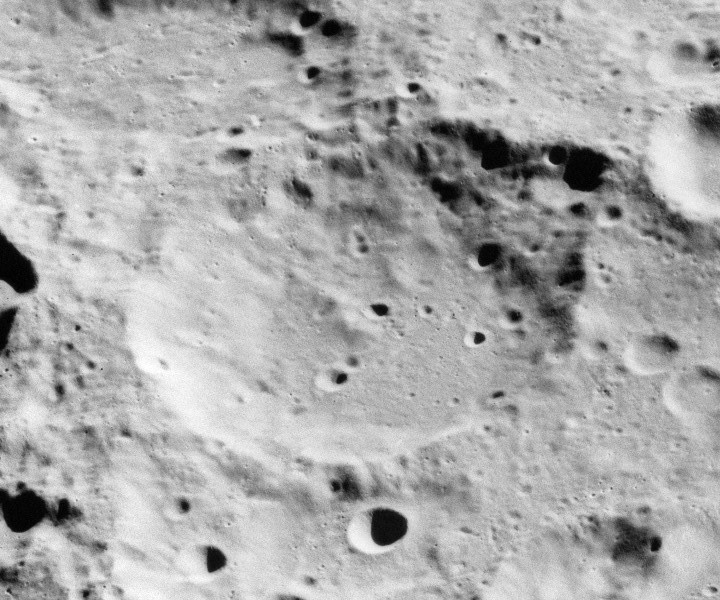
Fotografía de la misión Apolo 16

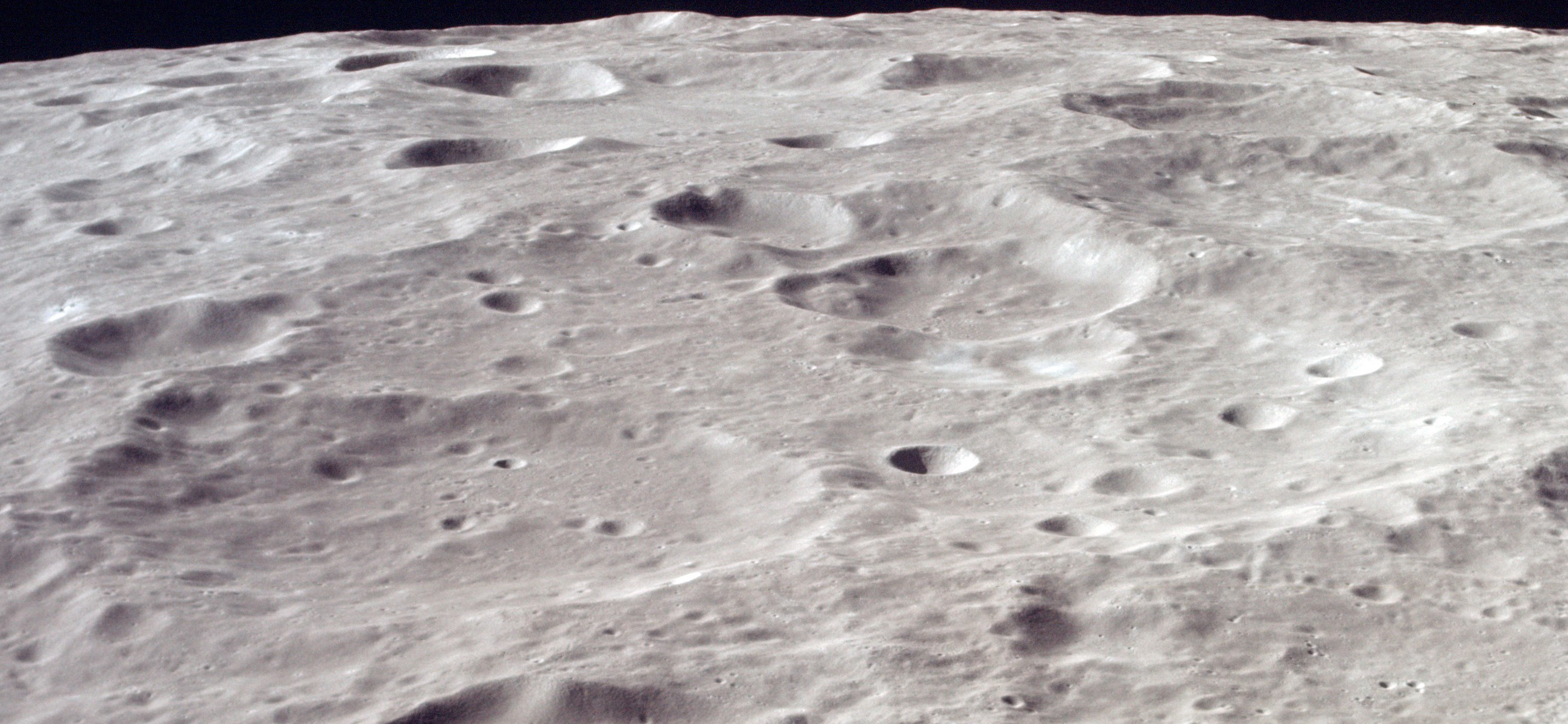
Vista oblicua desde el Apollo 12. Buisson, abajo a la izquierda. El cráter más grande que abarca la imagen es Buisson Z. Buisson X e Y están al centro-derecha, y Buisson V aparece arriba a la izquierda de Buisson. Firsov y Firsov K se hallan en la parte superior derecha, y Firsov S en segundo plano central.

Buisson es un cráter de impacto que se encuentra en la cara oculta de la Luna, en el borde sureste del cráter Vesalius. Al suroeste aparece Einthoven.
El borde del cráter está un poco desgastado, y es más bajo en el norte. Hay una cresta central baja que atraviesa el punto medio.

## Cráteres satélite
Por convención estos elementos son identificados en los mapas lunares poniendo la letra en el lado del punto medio del cráter que está más cerca de Buisson.
|         | \| Buisson \| Coordenadas \| Diámetro \| \| ------- \| ----------------------------- \| -------- \| \| V \| 0°36′S 110°48′E / -0.6, 110.8 \| 22 km \| \| X \| 1°36′N 111°36′E / 1.6, 111.6 \| 21 km \| \| Y \| 1°24′N 112°36′E / 1.4, 112.6 \| 36 km \| \| Z \| 0°00′N 112°30′E / -0.0, 112.5 \| 98 km \| |          |
| Buisson | Coordenadas | Diámetro |
| V       | 0°36′S 110°48′E / -0.6, 110.8 | 22 km    |
| X       | 1°36′N 111°36′E / 1.6, 111.6 | 21 km    |
| Y       | 1°24′N 112°36′E / 1.4, 112.6 | 36 km    |
| Z       | 0°00′N 112°30′E / -0.0, 112.5 | 98 km    |